# 矢作紗友里
矢作紗友里（日语：／ Yahagi Sayuri，1986年9月22日—）是日本女性聲優，隸屬於I'm Enterprise經紀公司，東京都出身。代表作有（守護甜心!）真城璃茉、（出包王女）西連寺春菜等。

## 人物
- 2015年1月31日在所屬事務所的網站上宣布結婚消息[1]。

## 演出作品

### 電視動畫
2005年
- 增血鬼果林（真紅果林）

2006年
- 童話槍手小紅帽（葛麗特、裘比）
- Kanon 第2作（栞的同學）
- 校園迷糊大王 二學期（天王寺美緒）
- 心跳回憶 Only Love（藤川優花）
- 武裝鍊金（毒島華花）
- MÄR 魔法世界（ポリン）
- 徹之進（オードリー）

2007年
- Venus Versus Virus 除魔維納斯（月夜）
- Over Drive（朝日嘉穗）
- 風之聖痕（唯）
- 機神大戰（天野卯兔美）
- 京四郎與永遠的空（白鳥空）
- 花漾明星KIRARIN（小妙、天氣預報）
- GO！純情水泳社！（魚魚戶真綾）
- 天翔少女（小孩）
- sola（水口千里）
- 天元突破 紅蓮螺巖（少女）
- 爆丸
- 旋風管家（瀨川泉）
- 蛋黃醬蘿莉（英英子）

2008年
- 守護甜心!（真城璃茉）
- 守護甜心!!心跳（真城璃茉）
- 鶺鴒女神（蜜羽）
- 帝托拉傳奇（チル）
- 出包王女（西連寺春菜）
- 光速大冒險PIPOPA（祖父江光）
- 野良耳（よっちゃん）
- 旋風管家（瀨川泉、自販機之聲）
- 神奇寶貝鑽石&珍珠（アキ）
- 十字架與吸血鬼（侍女）
- 食靈（和泉麻美）
- 地獄少女 三鼎（片瀨利利香）
- 黑執事（藍貓）
- 泰坦尼亞（莉拉）

2009年
- 明日的與一!（鷺之宮左近）
- 穿越宇宙的少女（艾麗卡）
- 旋風管家 第二期（瀨川泉）
- CLANNAD 〜AFTER STORY〜（學生 #23）
- 戀愛班長（佐野杏樹）
- 守護甜心!派對!（真城璃茉）
- 初恋限定。（久間菜之花）
- 魔力充電娘（朝永依緒乃）
- 青花（本厚木洋子）
- 夢色蛋糕師（小城美夜）
- 科學超電磁砲（明美）
- 魔神相克者（アニア）

2010年
- 青春CUP（白石遥）
- 無法掙脫的背叛（吳羽綾）
- 王牌投手 振臂高揮 -夏季大會篇（友井紋乃）
- 鶺鴒女神〜Pure Engagement〜（蜜羽）
- 黑執事2（藍貓）
- 爆漫王。（見吉香耶）
- 大神與七位夥伴（下桐雀）
- 妄想學生會（萩村鈴）
- MM一族（柊諾亞）
- 更多出包王女（西連寺春菜）

2011年
- 食夢者梅莉（米斯特汀）
- 迷糊軟網社（伊莉莎白·華倫）
- 異國迷宮的十字路口（卡蜜兒·白朗奇）
- 丹特麗安的書架（拉傑艾露）
- 爆漫王。2（見吉香耶／高木香耶）
- WORKING'!!（鈴谷桃香）
- 少年同盟（相田日紗子）
- 魔劍姬！（姬神木靈）
- 我的朋友很少（長田有希子、GalGame人物）

2012年
- 少年同盟2（相田日紗子）
- 白熊咖啡廳（企子、企奈、企美、企花、企乃、企潔麗娜、企紐兒）
- 殭屍哪有那麼萌？（左王子蘭子）
- 刀劍神域（朔夜）
- 織田信奈的野望（明智十兵衛光秀）
- 鄰座的怪同學（宮間優）
- 旋風管家 CAN'T TAKE MY EYES OFF YOU（瀨川泉）
- 出包王女DARKNESS（西連寺春菜）
- 爆漫王。3（高木香耶）

2013年
- 黑色嘉年華（燕）
- 旋風管家！Cuties（瀨川泉）
- 幸福光暈 ～More Aggressive～（河合晴美）
- 小鎮有你（夏越美奈）
- 境界的彼方（伊波唯）

2014年
- 妄想學生會＊（萩村鈴）
- 銀之匙 Silver Spoon（南九條菖蒲）
- 魔劍姬！通（姬神木靈）
- 極黑的布倫希爾德（沙織）
- M3〜其為黑鋼〜（霞來夏）
- 黑執事 Book of Circus（藍貓）
- 東京ESP（和泉麻美）
- 狼少女和黑王子（劇中女演員）

2015年
- 不起眼女主角培育法（冰堂美智留）
- Go！Princess 光之美少女（一條蘭子）
- 暗殺教室（奧田愛美）
- 可塑性記憶（札克）
- 亂步奇譚 拉普拉斯的遊戲（星野、女學生、看熱鬧的人E）
- 出包王女DARKNESS 2nd（西連寺春菜）
- 傳頌之物 虛偽的假面（穗香）

2016年
- 暗殺教室 第2期（奧田愛美）
- 她與她的貓 -Everything Flows-（朋友）
- D.Gray-man HALLOW（蒂莫西·赫斯特）
- 七大罪 聖戰的預兆（佩利奧）
- 競女!!!!!!!!（火口京）
- 我太受歡迎了，該怎麼辦？（七島光）
- 夢幻慶典（節目旁白）
- 見習神仙 秘密的心靈（Vivid、步太）

2017年
- 時間飛船24（木通君）
- 烏菈菈迷路帖（瑪莉·基斯畢爾奎特）
- 不起眼女主角培育法♭（冰堂美智留）
- 天使的3P！（班導師）

2018年
- 結城友奈是勇者 －勇者之章－
- DAME×PRINCE ANIME CARAVAN（亞妮[2]））
- 鬼燈的冷徹 第貳期 其之貳（瓜子姬）
- 命運石之門0（比屋定真帆）
- 閃亂神樂 SHINOVI MASTER -東京妖魔篇-（紫[3]）

2019年
- 家有女友（桐谷的女性編輯）
- 偶像學園STARS！（尋）
- 川柳少女（片桐天音[4]）
- 七大罪 眾神的逆麟（佩利奧）
- PSYCHO-PASS 3（小畑千夜）
- 刀劍神域 Alicization War of Underworld（朔夜）

2020年
- 奇幻☆怪盜？（奈奈的母親）
- 偶像活動 on Parade！（尋）
- 轉生成女性向遊戲只有毀滅END的壞人大小姐（大小姐）
- 弩級戰隊HXEROS（桃園百花）
- 魔王學院的不適任者～史上最強的魔王始祖，轉生就讀子孫們的學校～（貓頭鷹）
- 刀劍神域 Alicization War of Underworld -THE LAST SEASON-（朔夜）

2021年
- 五等分的新娘∬（下田）
- Fairy蘭丸（椎菜）
- 給不滅的你（將）
- 陰晴不定的體操哥哥（子犬小百合）
- Muv-Luv Alternative（大仓铃乃）

2022年
- 真·一騎當千（佐佐木巖流[5]）
- 組長女兒與保姆（明石楓）
- 受讚頌者 二人的白皇（穗香）
- 神奇柑仔店（三鷹美鈴）

2023年
- 闇影詩章F（昆蟲皇后）
- World Dai Star（心菜的母親）
- 為美好的世界獻上爆焰！（女警官）
- 轉生貴族的異世界冒險錄～不知自重的眾神使徒～（惠）
- 在異世界獲得超強能力的我，在現實世界照樣無敵～等級提升改變人生命運～（麻友香）

2024年
- 愛犬訊號（淺沼）
- 夢想成為魔法少女（怪人）
- RINKAI！女子競輪（伊東溫）
- 為美好的世界獻上祝福！3（克萊兒[6]）
- 名偵探柯南（戶谷麻央）
- 雙生戀情密不可分（依田美四季）

2025年
- 歡迎來到日本，妖精小姐。（一条薰子）
- Idol光之美少女你與我（喬奇莉奴）
- 戀上換裝娃娃 Season 2（佐佐木來愛）

### OVA
2007年
- 機械女僕（御堂蘭）

2008年
- 四娘物語（雪亞凜沙）

2011年
- 妄想學生會（萩村鈴）
  - 「歸來的妄想學生會」※DVD第5卷限定版
  - 「不一般的大哥／辛苦的工作也能笑着完成小鈴很偉大啊（轟談）／妄想兒童會」※DVD第6卷限定版

2012年
- 妄想學生會（萩村鈴）
  - 妄想學生會OVA
  - 「小狗／津田家的情況／直髮的話 頭髮擦着乳頭 會覺得很舒服哦」※DVD第7卷限定版
- 乃木坂春香的秘密 Finale♪（六疊樹里）
- One off（別所杏里）
- 夢想夏鄉 -A Summer Day's Dream-（鈴仙·優曇華院·稻葉）

2013年
- 鄰座的怪同學 鄰座的極道同學（優）※漫畫12卷附贈DVD特裝版

2014年
- 小鎮有你〜我來到的小鎮〜（由良尊（小孩時代〉、中敷）
- 妄想學生會*（萩村鈴）※第10卷附贈DVD限定版

2015年
- 黑執事 Book of Murder（藍貓）
- 妄想學生會*（萩村鈴）※第11卷附贈DVD限定版

### 劇場版動畫
2010年
- 小小車布歷險記

2011年
- 劇場版 旋風管家 HEAVEN IS A PLACE ON EARTH（瀨川泉）

2012年
- 強襲魔女 劇場版（艾蜜莉·普蘭查德）

2017年
- 劇場版 見習神仙 秘密的心靈：見習神仙精靈 引發奇蹟吧♪特普露與心跳神仙精靈界！

（Vivid／比比特）
- 劇場版 妄想學生會（萩村鈴）

2019年
- 不起眼女主角培育法 Fine（冰堂美智留[7]）

2021年
- 劇場版 妄想學生會 2（萩村鈴）

### 遊戲
2006年
- 轉生八犬士封魔錄（衣本雛乃）

2011年
- 秋葉原之旅（妹）

2012年
- 秋葉原之旅 PLUS（妹）
- Custom Drive（坂下祭）

2014年
- M3〜其為黑鋼〜///MISSION MEMENTO MORI（霞來夏）
- 青春姬 SCHOOL PRINCESS（安潔莉卡）
- 巴哈姆特之怒（露易絲）
- 忍乳負重 閃亂神樂（紫）

2015年
- XBLAZE LOST MEMORIES（Brain Cat）
- 不起眼女主角培育法 -blessing flowers-（冰堂美智留）
- 妖怪百姬（酒吞童子）
- 命運石之門0(比屋定真凡)

2018年
- 秋之回憶 -無垢少女-（日紫喜瑞羽）

2020年
- 為美好的世界獻上祝福！Fantastic Days（克萊兒）

2021年
- 閃耀幻想曲（瑪莉·基斯畢爾奎特）

2022年
- 聖火降魔錄 英雄雲集（凱絲）

2023年
- 原神（厄歌莉婭）

### 外國片配音
- 鐵證懸案
- 神探阿蒙

### CM
- Animax 各種告知旁白（從2007年10月擔當）
- 童話劍俠小紅帽 DVD（旁白（Q比））

## 外部連結
- 官方個人檔案（日語）